# Van Helsing (2004.)
Van Helsing je američka akcijska fantazija iz 2004. godine. Radnja filma je bazirana na romanima Čovjek vuk, Drakula i Frankenstein.

## Radnja
Transilvanija, Rumunjska 1887. Dr. Victor Frankenstein uz financijsku i materijalnu pomoć lokalnog plemića, grofa Drakule, pokušava oživjeti stvorenje sastavljeno od dijelova ljudskih leševa. Uspijeva ali istog trena stanovnici obližnjeg sela napadaju njegov dvorac. Tada se pojavljuje grof Drakula i dr. Frankenstein saznaje da ovaj namjerava iskoristiti stvorenje za svoje mračne ciljeve. Frankenstein ga probada mačem ali se otkriva da je Drakula vampir, živi mrtvac koji se hrani ljudskom krvlju. Drakula ubija Frankensteina ali stvorenje se oslobađa, napada Drakulu bacivši ga u vatru te bježi odnoseći tijelo svog stvoritelja. Razularena rulja ga progoni i on se zatvara u vjetrenjači koju masa zapali. Tada iz Frankensteinovog dvorca dolijeće Drakula i tri vampirice. Seljaci se razbježe dok se vjetrenjača zahvaćena plamenom ruši, pokapajući pod sobom Frankensteina i njegovo stvorenje. Godinu dana kasnije u Parizu, dr. Henry Jekyll se pretvara u čudovište, gospodina Hydea, koji terorizira građane. Zloglasni Gabriel Van Helsing kojeg progoni policija cijele Europe traži Hydea kako bi ga ubio...

## Glavne uloge
- Hugh Jackman kao Gabriel Van Helsing
- Kate Beckinsale kao Anna Valerious
- Richard Roxburgh kao grof Vladislaus Drakulya
- David Wenham kao Carl
- Shuler Hensley kao Frankensteinovo stvorenje
- Elena Anaya kao vampirica Aleera
- Will Kemp kao Velkan
- Kevin J. O'Connor kao Igor
- Alun Armstrong kao kardinal Jinette
- Silvia Colloca kao vampirica Verona
- Josie Maran kao vampirica Marishka
- Tom Fisher kao grobar
- Samuel West kao Dr. Victor Frankenstein
- Robbie Coltrane kao g. Hyde
- Stephen Fisher kao dr. Jekyll

## Druge zanimljivosti
Van Helsing je planiran 1994. kao izravan nastavak filma Dracula iz 1992., u kojem je glumio Anthony Hopkins a koji je svoju glavnu ulogu trebao ponoviti i u ovom filmu. Nakon što njegovo snimanje biva odgođeno, mnogi elementi u priči se mijenjanju.

## Nagrade i nominacije
- ASCAP Award (2005): Alan Silvestri (nominacija i nagrada)
- ASCAP Award (2005): za najbolju filmsku glazbu - Alan Silvestri (nominacija i nagrada)
- Saturn Award (2005): u kategoriji za najbolje kostime - Gabriella Pescucci, Carlo Poggioli (nominacija)
- Saturn Award (2005): za najbolji horror film (nominacija)
- Saturn Award (2005): za najbolju šminku - Greg Cannom, Steve LaPorte (nominacija)
- Saturn Award (2005): za najbolje specijalne efekte - Scott Squires, Ben Snow, Daniel Jeannette, Syd Dutton (nominacija)
- Silver Ribbon (2005): za najbolje dizajnirani kostim (ita.Migliori Costumi) - Gabriella Pescucci, Carlo Poggioli (nominacija)
- Teen Choice Award (2004): za najbolji akcijsko-pustolovni film
- Teen Choice Award (2004): za najbolji triler
- Teen Choice Award (2004): u kategoriji najbolji glumac akcijsko-pustolovnog filma - Hugh Jackman
- Teen Choice Award (2004): u kategoriji najbolja glumica akcijsko-pustolovnog filma
- Teen Choice Award (2004): u kategoriji najbolja kemija na filmu - Hugh Jackman, Kate Beckinsale
- Teen Choice Award (2004): u kategoriji najbolja filmska tuča/akcijska sekvenca filma
- VES Award (2004): u kategoriji izvanredni specijalni efekti u službi vizualnih efekata na filmu - Geoff Heron, Chad Taylor

- Nominacije: Nagrada Saturn - najbolji horor; najbolji kostim (Gabriella Pescucci i Carlo Poggioli); najbolja šminka (Greg Cannom i Steve LaPorte); najbolji specijalni efekti (Scott Squires, Ben Snow, Daniel Jeannette i Syd Dutton) 2004.

## Glazba iz filma
Album s filmskom glazbom je izdan 2004. godine.
1. Transylvania 1887
2. Burn It Down!
3. Werewolf Trap
4. Journey to Transylvania
5. Attacking Brides
6. Dracula's Nursery
7. Useless Crucifix
8. Transylvanian Horses
9. All Hallow's Eve Ball
10. Who Are They to Judge?
11. Final Battle
12. Reunited

## Vanjske poveznice
- Službene stranice filma
- Van Helsing u internetskoj bazi filmova IMDb-a
- Van Helsing igračke i figure  Arhivirana inačica izvorne stranice od 8. prosinca 2006. (Wayback Machine)